# Thalassomya africana
Thalassomya africana är en tvåvingeart som först beskrevs av Edwards 1926.  Thalassomya africana ingår i släktet Thalassomya och familjen fjädermyggor. Inga underarter finns listade i Catalogue of Life.